# Eritema

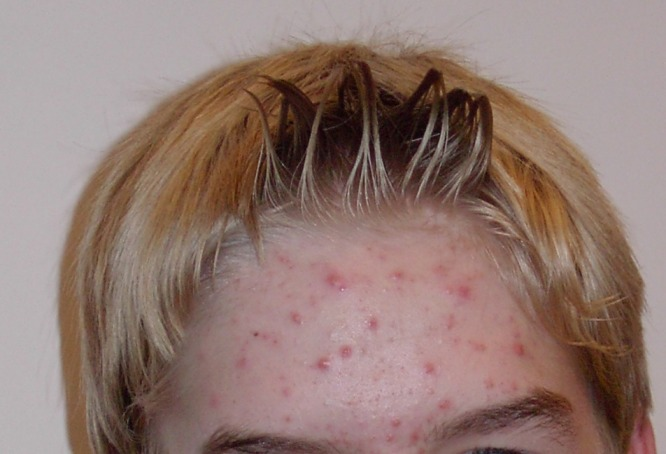
Gran número de pequeños eritemas originados por el acné.

Eritema (gr.  ἐρύθημα (erýthema) "rojez", "inflamación") es un término médico dermatológico para un enrojecimiento de la piel condicionado por una inflamación debida a un exceso de riego sanguíneo mediante vasodilatación. El eritema es un signo de distintas enfermedades infecciosas y de la piel. Con estos últimos, figura dentro de las eflorescencias primarias.
En la mayoría de los casos, desaparecen las rojeces después de poco tiempo, por sí solas. En cuanto a la distensión de la piel, se pueden aplicar lociones o productos parecidos de cuidado de la piel.
Si persistiera una rojez más tiempo (p. ej., más de una semana) es aconsejable una visita al dermatólogo.
El eritema es normalmente el signo más visible de una inflamación y abarca frecuentemente un área pequeña, una areola pequeña alrededor del lugar de “disparo de la sensación” (Reizauslösung), por ejemplo una pápula o pústula de acné.
Eritema es una lesión cutánea caracterizada por enrojecimiento de la piel, limitado o extenso, permanente o pasajero, debido a fenómenos vasculares, produciendo así vasodilatación (desaparecen a la vitropresión, a diferencia de las púrpuras). Se da por ejemplo por quemaduras causadas por el sol.

## Tipos de eritema
- Síndromes:
- Eritema nodoso
- Eritema multiforme
- Lupus eritematoso

- Otro tipo:
- Eritema térmico: es el tipo más común, se produce por una quemadura superficial en la piel. Puede ser causada por el sol o por cualquier superficie caliente que entre en contacto con la piel.
- Eritema acneico: suele aparecer en la preadolescencia y adolescencia como manchitas rojas acompañadas de granos sebáceos con pus y espinillas.
- Eritema pernio o sabañón
- Intertrigo

## Histopatología
Antes se tenían en cuenta 2 patrones histológicos del eritema. Estos eran el epidérmico y dérmico. En la actualidad se sabe que las variantes vienen por la evolución de estas lesiones, estas se dividen por 2 fases.
- Fase temprana: se observa un infiltrado inflamatorio perivascular e intersticial por linfocitos, vacuolización de la unión dermoepidérmica.[2]
- Fase avanzada: edema importante en dermis papilar,ampolla subepidérmica secundaria al daño de interfaz, necrosis extensa de la epidermis, melanófagos y siderófagos y en ocasiones pueden observarse vesículas intraepidérmicas secundarias a la balonización.